# Butts County
Butts County je okres ve státě Georgie ve Spojených státech amerických. K roku 2006 zde žilo 23 561 obyvatel. Správním městem okresu je Jackson. Celková rozloha okresu činí 492 km². Vznikl v roce 1825.